# EuroHockey Nations Trophy (Feld, Damen) 2005
Die EuroHockey Nations Trophy (Feld, Damen) 2005 war die erste Ausgabe der "B-EM". Sie fand vom 14. bis 20. August 2005 in Baku, Aserbaidschan statt. Gastgeber Aserbaidschan und Italien stiegen in die "A-EM" auf, während Wales und Polen in die "C-EM" abstiegen.

## Vorrunde

### Gruppe A
|    | Team     | Punkte | Sp | S | U | N | Tore | Gtore | Diff |
| -- | -------- | ------ | -- | - | - | - | ---- | ----- | ---- |
| 1. | Russland | 7      | 3  | 2 | 1 | 0 | 9    | 3     | +7   |
| 2. | Belgien  | 5      | 3  | 1 | 2 | 0 | 7    | 4     | +3   |
| 3. | Litauen  | 4      | 3  | 1 | 1 | 1 | 6    | 6     | 0    |
| 4. | Polen    | 0      | 3  | 0 | 0 | 3 | 2    | 11    | −9   |

 Russland 5:0  Polen

 Litauen 2:2  Belgien

 Russland 1:1  Belgien

 Litauen 2:1  Polen

 Polen 1:4  Belgien

 Litauen 2:3  Russland

### Gruppe B
|    | Team          | Punkte | Sp | S | U | N | Tore | Gtore | Diff |
| -- | ------------- | ------ | -- | - | - | - | ---- | ----- | ---- |
| 1. | Italien       | 7      | 3  | 2 | 1 | 0 | 6    | 2     | +4   |
| 2. | Aserbaidschan | 7      | 3  | 2 | 1 | 0 | 5    | 2     | 0    |
| 3. | Belarus       | 3      | 3  | 1 | 0 | 2 | 4    | 5     | −1   |
| 4. | Wales         | 0      | 3  | 0 | 0 | 3 | 3    | 9     | −6   |

 Italien 2:1  Belarus

 Aserbaidschan 3:1  Wales

 Aserbaidschan 2:1  Belarus

 Italien 4:1  Wales

 Wales 1:2  Belarus

 Italien 0:0  Aserbaidschan

## Spiele um Platz 5–8
Belarus 3:1  Polen

 Litauen 1:0  Wales

### Halbfinale
Russland 0:4  Aserbaidschan

 Italien 1:0  Belgien

### Spiel um Platz 7
Wales 4:3  Polen

### Spiel um Platz 5
Litauen 1:1, 1:2 n. Siebenmeterschießen  Belarus

### Spiel um Platz 3
Russland 3:1  Belgien

### Finale
Aserbaidschan 1:0  Italien

## Endergebnis
| Platz | Land          |
| ----- | ------------- |
| 1.    | Aserbaidschan |
| 2.    | Italien       |
| 3.    | Russland      |
| 4.    | Belgien       |
| 5.    | Belarus       |
| 6.    | Litauen       |
| 7.    | Wales         |
| 8.    | Polen         |